# カーダシアン家のセレブな日常
『カーダシアン家のセレブな日常』（カーダシアンけのセレブなにちじょう、英：The_Kardashians）は、カーダシアン・ジェンナー一家の私生活に焦点を当てたアメリカ合衆国のリアリティ番組。
E!で20シーズンにわたって放送され、2021年に終了したリアリティ番組『カーダシアン家のお騒がせセレブライフ』（2007-2021年）をリニューアルした続編。　

## 概要
このシリーズは、コートニー、キム、クロエ・カーダシアン姉妹と異母姉妹のケンダル、カイリー・ジェンナー、そして母親のクリス・ジェンナーを中心に展開される。また、トラヴィス・スコット、トラヴィス・バーカー、カニエ・ウェスト、トリスタン・トンプソン、スコット・ディシック、コーリー・ギャンブルなど、彼女たちの現在および過去のパートナーも登場し、エンターテイメント業界の様々な友人がゲスト出演する。
日本では、Disney+で字幕版、吹替版（シーズン2まで）が配信されている。

## 登場人物
※括弧内は日本語吹替。
- キム・カーダシアン（樋口あかり）
- クリス・ジェンナー（五十嵐麗）
- コートニー・カーダシアン（園崎未恵）
- クロエ・カーダシアン（國立幸）
- ケンダル・ジェンナー（白石涼子）
- カイリー・ジェンナー（加藤英美里）

- トラヴィス・バーカー（川田紳司）
- スコット・ディシック（中井和哉）
- エイミー・シューマー（小林さやか）
- ジェームズ・コーデン（勝杏里）
- カニエ・ウェスト（宮本崇弘）
- エレン・デジェネレス（高島雅羅）
- トリスタン・トンプソン（綿貫竜之介）
- コーリー・ギャンブル
- マリカ（林りんこ）
- コーリー（佐々木祐介）
- トレイシー・ロムルス（佐伯美由紀）
- キムのヘア担当クリス・アップルトン（初村健矢）
- ノース（河村梨恵）
- レイン（大平あひる）
- ランドン（野田てつろう）
- ステフ・シェパード（石川藍）
- アシュリー（手塚ヒロミチ）
- マリオ（ミルノ純）
- ステファニー・シェパード（石川藍）
- アンドリュー（中村和正）
- サイモン・ハック（河村梨恵）
- アリソン・エイゾフ・スタッター（星祐樹）
- シェリー・エイゾフ（今泉葉子）
- スティーヴ・ヒギンズ（峰晃弘）
- アレクサ・オカイル（渡辺ゆかり）
- ジョナサン・チェバン（赤坂柾之）
- ジャーナリストヴァン・ジョーンズ（佐々木祐介）
- アラン（野坂尚也）

## スタッフ

### 日本語吹替版
翻訳：松本小夏、演出：古屋智子、錄音/調整：首藤 智愉、錄音制作：東北新社、製作：Disney Character Voices International, Inc.

## エピソード
| シーズン | シーズン | 話数 | 話数 | 放送期間      | 放送期間       |
| シーズン | シーズン | 話数 | 話数 | 初回放送      | 最終回放送     |
| -------- | -------- | ---- | ---- | ------------- | -------------- |
|          | 1        | 10   | 10   | 2022年4月14日 | 2022年6月16日  |
|          | 2        | 10   | 10   | 2022年9月22日 | 2022年11月24日 |
|          | 3        | 10   | 10   | 2023年5月25日 | 2023年7月27日  |
|          | 4        | 10   | 10   | 2023年9月28日 | 2023年11月30日 |
|          | 5        | 10   | 10   | 2024年5月23日 | 2024年7月25日  |